# NGC 4103
NGC 4103是詹姆士·敦洛普於1826年在南十字座發現的一個疏散星團，它位於銀河系的船底-人馬臂，距離我們大約5,000光年 。

## 性質

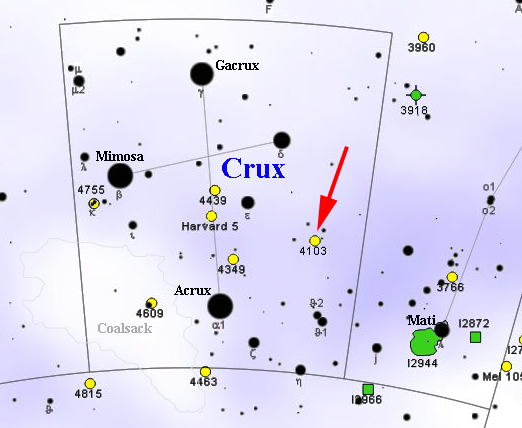
在星座中的位置。

NGC 4103是一個年輕的疏散星團，薩加爾和勘農測定它的年齡是30Myr（1997年）；賽納等人的值是20 ± 5 百萬年（2001年）；而皮斯庫諾夫的值是6 Myr（2004年）。NGC 4103的金屬量是低於太陽的(−0.47)。代表外部極限的星團潮汐半徑，在NGC 4103的大小是12.1-15.9秒差距（39-51光年），在這個距離之外，星團核心的引力就不太可能維繫住恆星。

## 成員
在星團的角半徑內可能有421顆恆星成員，其中的199顆在星團的中心部分。在星團中沒有偵測到藍掉隊星。星團的恆星數量不多，以亮度中等的10等星和更暗的恆星為主。星團中表面溫度最高的是光譜為B2的主序星。星團的成員中沒有發現紅巨星 ，其中一顆恆星成員是Be星 。
南十字座AI是星團中的成員之一，這是一顆軌道週期1.41771天的短周期半接觸聯星。這對聯星的軌道週期持續在增加，科學家用質量較小但較熱的恆星，以強大的恆星風將伴隨的質量轉移給伴星來解釋，並且估計已經有4.1太陽質量從熱的恆星轉移給質量較大的恆星。

## 外部連結
- WikiSky上关于NGC 4103的内容：DSS2, SDSS, GALEX, IRAS, 氢α, X射线, 天文照片, 天图, 文章和图片